# Hypena violaceodefinita
Hypena violaceodefinita là một loài bướm đêm trong họ Erebidae.